# Carlo Caramelli
Carlo Caramelli (Santa Croce sull'Arno, 18 giugno 1963) è un allenatore di calcio ed ex calciatore italiano, di ruolo difensore.

## Carriera

### Calciatore
Dopo gli esordi nel Campionato Interregionale con la Cuoiopelli, si trasferisce al Catanzaro con cui vince il campionato di Serie C1 1986-1987 con 3 reti e disputa le due stagioni successive tra i cadetti, totalizzando 50 presenze.
Nel 1989-1990 vince il Campionato Interregionale con il Viareggio ed in seguito passa alla Ternana, dove al secondo campionato, culminato da alcune marcature importanti, ottiene una promozione in Serie B e l'anno successivo l'immediata retrocessione in C1, per il fallimento societario, della squadra rosso verde, disputando altre 5 gare nella serie cadetta.
Chiude la carriera da professionista nel 1994 con il Ponsacco.

### Allenatore
Ha allenato la Cuoiopelli fra il 1995 e il 1998.
In seguito ha allenato il Fucecchio tra il 1999 e il 2002.
Ha guidato il Viareggio alla vittoria del campionato di Eccellenza Toscana 2005-2006 e della Coppa Italia Dilettanti 2005-2006. Un Triplete, considerando anche Coppa Italia Dilettanti Toscana 2005-2006.
Ha poi allenato il Poggibonsi per alcuni mesi all'inizio della Serie C2 2007-2008 prima di essere esonerato nel novembre 2007.
Nella stagione 2011-2012 è stato l'allenatore della formazione Berretti del Pisa.
Nella stagione 2015-2016 torna ad allenare la Cuoiopelli nel campionato di Eccellenza Toscana, rimanendovi per due stagioni.
Il 6 febbraio 2018 si lega al Valdinievole-Montecatini in Serie D, rimanendo in carica poco più di tre settimane: rassegna infatti le dimissioni il 1º marzo seguente.
Il 2 luglio seguente torna ufficialmente ad allenare nel professionismo, diventando vice-allenatore del Gozzano in Serie C, affiancando Antonio Soda; terminata la stagione con una tranquilla salvezza nel girone A, Caramelli lascia il club piemontese, salvo poi tornarvi nel gennaio 2020 (con la medesima mansione) a seguito di un rimpasto dello staff tecnico.
Nel febbraio 2022, sempre come Vice di Antonio Soda, va all'Imperia. Il 3 maggio seguente , dopo la matematica retrocessione in Eccellenza del club nerazzurro, rassegnano entrambi le dimissioni.
Nell'ottobre 2022 segue ancora Soda, sempre come vice, alla Correggese, in Serie D.
Nell'estate 2023 torna a ricoprire il ruolo di capo allenatore. Infatti viene ingaggiato come nuovo allenatore del Mobilieri Ponsacco, in Serie D. Il 23 ottobre seguente, dopo la sconfitta sul campo del San Donato Tavarnelle e con la squadra ancorata sul fondo della classifica insieme a Real forte Querceta e Sansepolcro, viene esonerato.

## Palmarès

### Calciatore
- Serie C1: 2

Catanzaro: 1986-1987
Ternana: 1991-1992
- Campionato Interregionale: 1

Viareggio: 1989-1990

### Allenatore

#### Competizioni regionali
- Eccellenza Toscana: 1

Viareggio: 2005-2006
- Coppa Italia Dilettanti Toscana: 1

Viareggio: 2005-2006

#### Competizioni nazionali
- Coppa Italia Dilettanti: 1

Viareggio: 2005-2006